# Ramat Adamit
Ramat Adamit (hebrejsky: רמת אדמית) je hora o nadmořské výšce cca 400 metrů v severním Izraeli, v Horní Galileji.
Je situovaná necelý 1 kilometr jihozápadně od vesnice Adamit a necelé 2 kilometry severozápadně od obce Ejlon. Má podobu většinou odlesněného navrší s plochým vrcholem, které vystupuje nad severní stranu údolí vádí Nachal Becet. Výškový rozdíl mezi dnem údolí a temenem tohoto návrší dosahuje cca 200 metrů. Dál k jihu, na protější straně Nachal Becet se rozkládá rovinatá krajina s vesnicí Ja'ara. Ve vrcholové partii se nachází vyhlídka, kterou zde roku 2005 zřídil Židovský národní fond. Je pojmenována podle Nira Šomroniho, který se zabil při pádu do údolí Nachal Becet. Poblíž je další vyhlídkový bod Micpe Mej Tal (מצפה מי-טל) pojmenovaný podle vojáka Amira Mej Tala, který byl v roce 1988 zabit v jižním Libanonu. Na východním okraji útesu je taky zpřístupněna jeskyně Ma'arat Kešet (מערת קשת). Na východě Ramat Adamit klesá nad soutok vádí Nachal Becet a Nachal Namer. Od vesnice Adamit tudy vede do nížiny při Nachal Becet lokální silnice 8993.